# 100 Gecs
100 Gecs (stilisiert als 100 gecs) ist ein US-amerikanisches Musikduo bestehend aus Dylan Brady und Laura Les. Die beiden sind in Vororten von St. Louis aufgewachsen und waren in der Musikszene der Stadt aktiv. 2015 begannen sie, gemeinsam Musik zu produzieren und auf virtuellen Musikfestivals aufzuführen, während sie in verschiedenen Städten wohnten. 100 Gecs veröffentlichten im Mai 2019 ihr erstes Studioalbum 1000 Gecs, das ihnen eine größere Anerkennung einbrachte. 2020 folgte ihr Remix-Album 1000 Gecs and the Tree of Clues. Ihre eigensinnige, postironische Musik vermischt verschiedene Genres.

## Geschichte

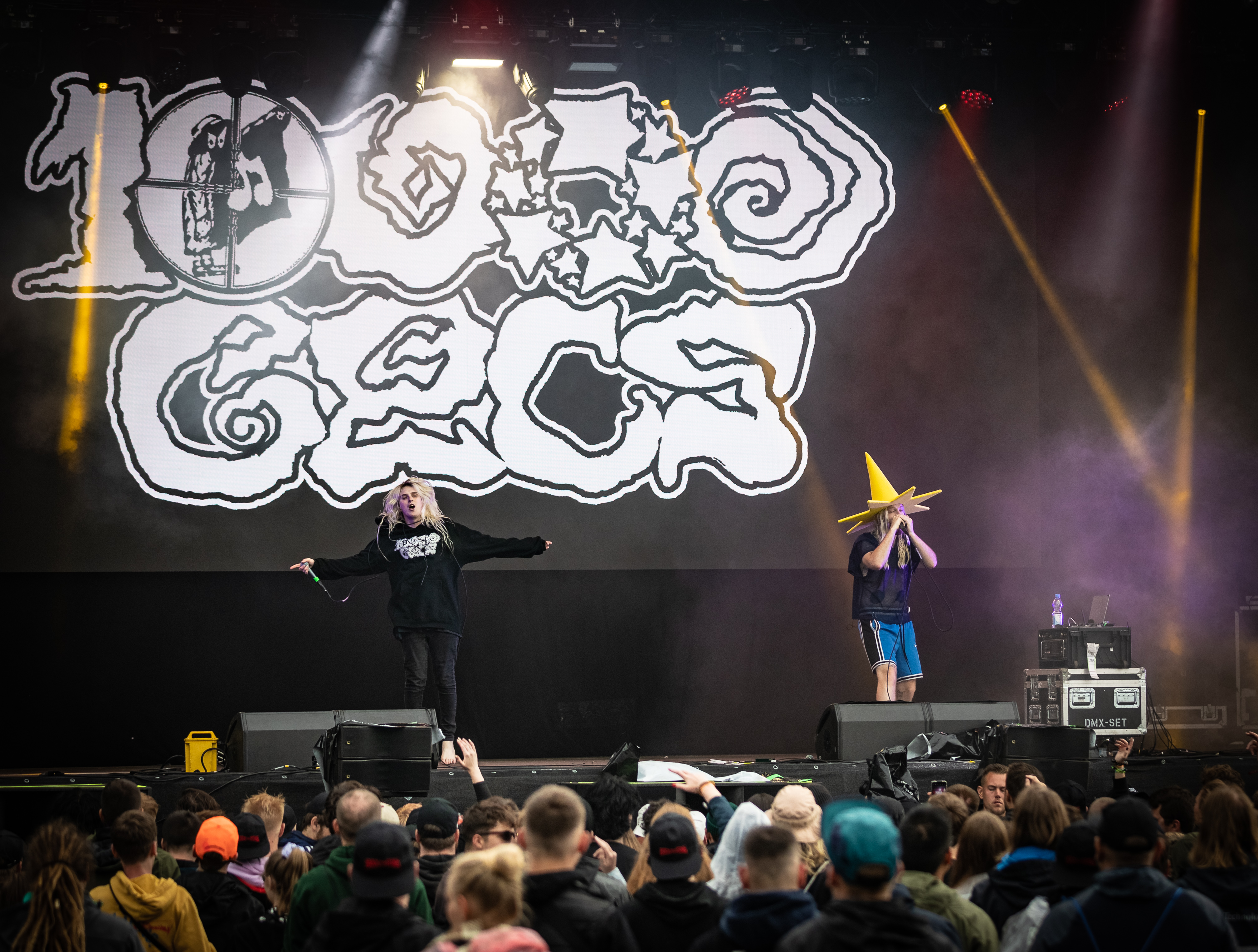
100 Gecs live bei Rock am Ring 2022

Brady und Les stammen aus der Nähe St. Louis. Brady wuchs in Kirkwood und Les in Webster Groves auf. Sie trafen sich zum ersten Mal 2012 bei einer Party und freundeten sich an. Les spielte schon in der Jugend Gitarre und hatte den Wunsch, Songschreiberin zu werden. Ihre ersten eigenen Arbeiten veröffentlichte sie zunächst unter dem Künstlernamen „osno1“. Ein Erkennungszeichen wurde ihr hoher gepitchter Gesang, der nach ihren Angaben von Nightcore-Remixen inspiriert und auch damit zusammenhängt, dass sie ihre natürliche Stimme nicht mag. Später zog sie nach Chicago, um dort Audioproduktion zu studieren.
Brady sang in der High School im Chor, spielte Klavier und produzierte Songs. Nachdem er ein Jahr in St. Louis studiert hatte, brach er sein Studium 2016 ab und zog nach Los Angeles. Brady veröffentlichte unter eigenem Namen mehrere Songs, EPs und ein Album, arbeitete aber auch für andere Musiker. Im Winter 2015 produzierten Brady und Les erstmals gemeinsam Musik, die sie in Chicago aufnahmen und im Juli 2016 auf der EP 100 Gecs veröffentlichten. Sie wählten angeblich den Namen „100 Gecs“, nachdem sie ein gleichlautendes Graffiti in Chicago gesehen hatten. Einer anderen Geschichte zufolge kam das Duo auf den Namen, als Les versehentlich 100 lebende Geckos im Internet bestellte. Da sie zu dieser Zeit an eigenen Projekten arbeiteten, konnten sie Pläne für weitere gemeinsame Aufnahmen zunächst nicht umsetzen.
Les wurde 2018 eingeladen, ein Liveset auf dem virtuellen Musikfestival Coalchella zu spielen. Sie lud Brady ein und zusammen produzierten sie einige neue Songs. Das wiederholten sie für das ebenfalls in dem Spiel Minecraft stattfindende Fire Festival 2019. Viele der so entstandenen Lieder veröffentlichten sie schließlich im Mai auf ihrem Debütalbum 1000 gecs. Gemeinsam mit Slowthai waren 100 Gecs eine Vorgruppe des Hip-Hop-Kollektivs Brockhampton auf ihrer USA-Tournee im Jahr 2019. Sie traten außerdem als Headliner bei sechs weiteren, eigenen Shows während der Tournee auf. Im Februar 2020 kündigten sie eine eigene Welttournee an.
Nachdem sie einige Remixe als Singles veröffentlicht hatten, erschien im Juni 2020 ihr Remix-Album 1000 Gecs und the Tree of Clues bei Atlantic Records. Es featurt Künstler wie A. G. Cook, Injury Reserve, Dorian Electra, Charli XCX, Rico Nasty, Kero Kero Bonito und Fall Out Boy, aber auch einige ihrer Fans.

## Stil
Das Duo arbeitet an Tracks, indem es Logic-Pro-Projektdateien austauscht und immer wieder überarbeitet. Die Kritik nennt das Duo daher „extrem online“, was sich auch in ihrer Geschichte und Anspielungen in ihren Liedern widerspiegelt. Ihre Musik wird als laut, chaotisch, ständig gestaltwandelnd und eigenwillig bezeichnet; sie betone besonders die Kontraste und Widersprüche zwischen verschiedenen Genres. Dabei greife das Duo besonders auf verrufene und aus der Mode gekommene Stilrichtungen wie Dubstep, Death Metal oder Pop-Punk zurück, ohne sich dabei selber an ein Genre zu binden. Die Kritik beschreibt ihre Texte als launenhaft unstet oder ausgewogene Mischung aus Humor und Pathos. Bei allem Nonsens merke man trotzdem ihr ernsthaftes Interesse an Musik. Im Kern sei ihre Musik herzerwärmend und überraschend süß. Nach ihren eigenen Angaben ist der Stil von 100 Gecs unter anderem von John Zorn, Cannibal Corpse, YouTube und Nightcore beeinflusst.

## Diskografie

### Studioalben
| Jahr | Titel Musiklabel     | Höchstplatzierung, Gesamtwochen, AuszeichnungChartplatzierungen (Jahr, Titel, Musiklabel, Platzierungen, Wochen, Auszeichnungen, Anmerkungen) | Höchstplatzierung, Gesamtwochen, AuszeichnungChartplatzierungen (Jahr, Titel, Musiklabel, Platzierungen, Wochen, Auszeichnungen, Anmerkungen) | Anmerkungen                         |
| Jahr | Titel Musiklabel     | US | Rock | Anmerkungen                         |
| ---- | -------------------- | --- | --- | ----------------------------------- |
| 2019 | 1000 Gecs Dog Show   | — | — | Erstveröffentlichung: 21. Mai 2019  |
| 2023 | 10,000 Gecs Dog Show | US59 (1 Wo.)US | Rock8 (1 Wo.)Rock | Erstveröffentlichung: 17. März 2023 |

### Remixalben
| Jahr | Titel Musiklabel                         | Höchstplatzierung, Gesamtwochen, AuszeichnungChartplatzierungen (Jahr, Titel, Musiklabel, Platzierungen, Wochen, Auszeichnungen, Anmerkungen) | Höchstplatzierung, Gesamtwochen, AuszeichnungChartplatzierungen (Jahr, Titel, Musiklabel, Platzierungen, Wochen, Auszeichnungen, Anmerkungen) | Anmerkungen                         |
| Jahr | Titel Musiklabel                         | US | Rock | Anmerkungen                         |
| ---- | ---------------------------------------- | --- | --- | ----------------------------------- |
| 2020 | 1000 Gecs and the Tree of Clues Dog Show | US198 (1 Wo.)US | — | Erstveröffentlichung: 10. Juli 2020 |

### Extended Plays
- 2016: 100 Gecs (Download/Streaming, Selbstverlag)[17]